# آموس ماجي
آموس ماجي (بالإنجليزية: Amos Magee)‏ هو مدرب كرة قدم ولاعب كرة قدم أمريكي في مركز الهجوم، ولد في 7 سبتمبر 1971 في نيو هيفن في الولايات المتحدة. لعب مع تامبا باي موتيني وشيكاغو فاير.